# Operazioni psicologiche nella guerra di guerriglia
Operazioni psicologiche nella guerra di guerriglia (in inglese Psychological Operations in Guerrilla Warfare) è un manuale realizzato dalla Central Intelligence Agency durante la guerra civile in Nicaragua e distribuito clandestinamente tra i Contras con l'obiettivo di fornirgli nozioni di entrismo, guerra irregolare, manipolazione delle masse e propaganda.

## Contesto storico
Nelle fasi successive alla rivoluzione sandinista, che nel 1979 pose fine alla quarantennale dittatura della famiglia Somoza, il Nicaragua entrò in un vortice di instabilità sociale e politica alimentato dalle ingerenze degli Stati Uniti nel contesto della Guerra fredda e del contenimento dell'espansionismo sovietico in America Latina.
I sandinisti volevano instaurare un regime ideologicamente affine a quello cubano e l'Unione Sovietica aveva iniziato a finanziarli e ad armarli a tal fine. Gli Stati Uniti risposero alla radicalizzazione dei sandinisti avviando una guerra clandestina nei loro confronti e supervisionando la fusione dei movimenti di opposizione al nuovo governo in un unico, sebbene liquido e poco strutturato, corpo: i Contras.

## Produzione e distribuzione
Il manuale fu scritto da uno specialista in controinsorgenza della CIA nel 1983 e distribuito ai Contras all'inizio del 1984. L'identità dell'autore non è mai stata rivelata, nonostante il polverone mediatico sollevato dalla scoperta del compendio abbia contribuito all'apertura del caso Nicaragua contro Stati Uniti presso la Corte internazionale di giustizia, e oggigiorno continua a essere noto sotto due pseudonimi: John Kirkpatrick, utilizzato nell'edizione in lingua inglese, e Tayacán, impiegato nell'edizione in lingua spagnola. 
Dell'autore è stato rivelato soltanto che in precedenza avesse partecipato al programma Phoenix e che avesse maturato in quel contesto le competenze in operazioni psicologiche, sabotaggi e sovversione riassunte nel manuale.
Il compendio fu trasformato in «testo di studio obbligatorio nei campi di addestramento degli antisandinisti», che la CIA voleva trasformare da «semplici combattenti a combattenti propagandisti» e sensibilizzare sulla necessità di ridurre l'intensità e l'insensatezza dei crimini compiuti contro la popolazione civile che, oltre ad alienargli le simpatie popolari, stavano mettendo in difficoltà l'amministrazione Reagan.

## Contenuti
Il manuale spiega come creare le condizioni per la caduta dal basso di un regime ricorrendo ad azioni di guerra coperta. Ai lettori vengono fornite istruzioni su come infiltrare i settori-chiave della società civile, guastare le manifestazioni attraverso l'uso di agenti provocatori e compiere una campagna di guerriglia, anche se il focus dell'opera è la costruzione del consenso presso un'opinione pubblica.
I passaggi più controversi del vademecum sono costituiti da spiegazioni dettagliate sull'«utilizzo selettivo della violenza per fini propagandistici», la «neutralizzazione» degli ufficiali governativi e la «creazione dei martiri», che vengono dipinti come mezzi diversi per uno stesso fine: la radicalizzazione del conflitto sociale propedeutica alla destabilizzazione del governo in carica.

## Impatto
Il manuale fu una delle prove presentate contro l'amministrazione Reagan dai legali del governo sandinista durante il processo Nicaragua contro Stati Uniti avvenuto presso la Corte internazionale di giustizia nel 1986. 
Il caso si concluse con la condanna degli Stati Uniti, che la CIG giudicò colpevoli della violazione di una pluralità di principi del diritto internazionale. La sentenza e i relativi obblighi restarono comunque simbolici, poiché gli Stati Uniti utilizzarono il loro potere di veto in sede di Consiglio di Sicurezza delle Nazioni Unite per bloccarne l'esecuzione.
Riguardo al compendio, la CIG concluse che «gli Stati Uniti, producendolo e disseminandolo tra le forze controrivoluzionarie, li incoraggiarono a compiere atti contrari ai principi generali del diritto umanitario».